# Quattro temperamenti

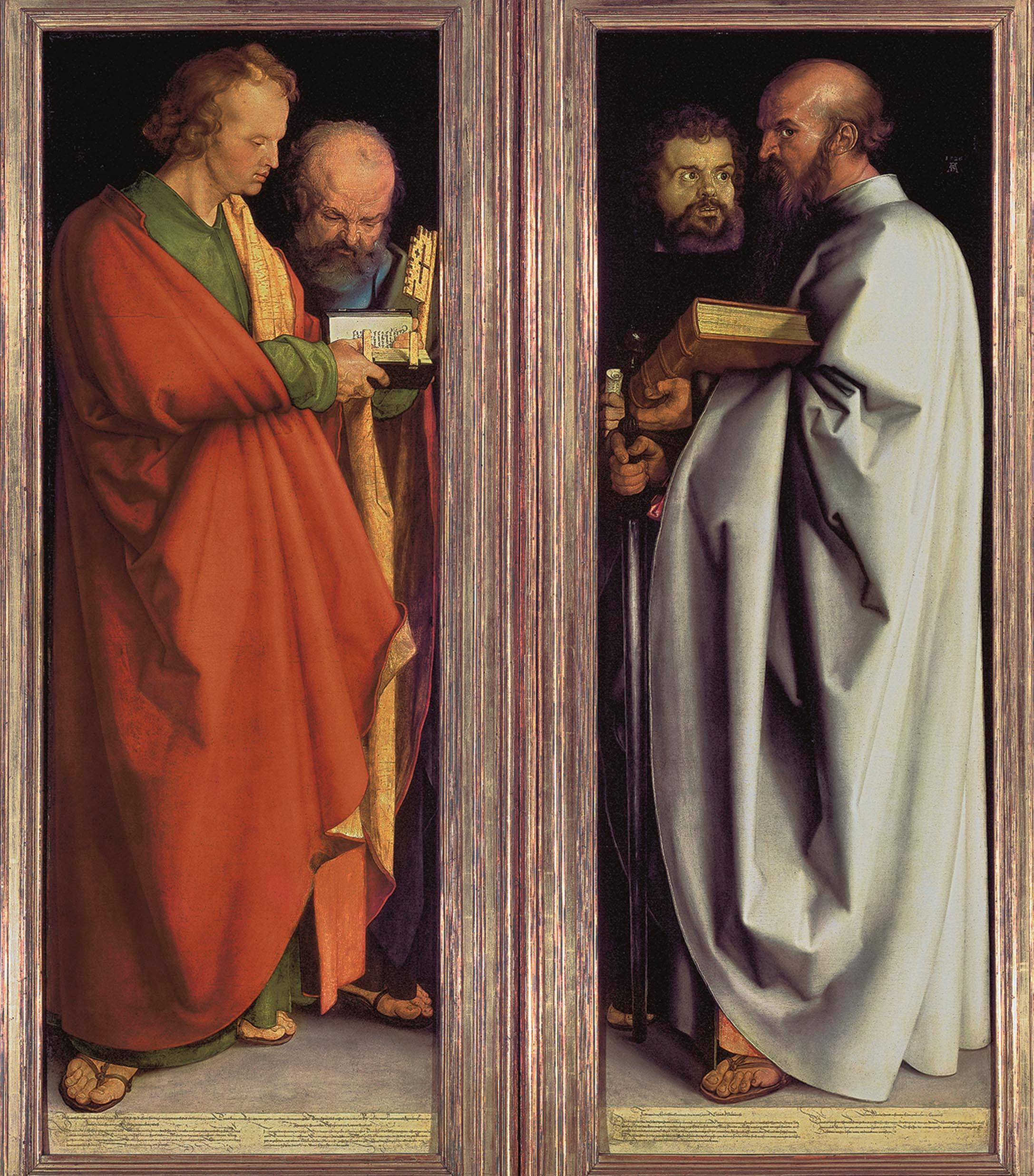
I Quattro Apostoli, di Albrecht Dürer, una rappresentazione dei quattro temperamenti: Giovanni (sanguigno), Pietro (flemmatico), Marco (collerico), e Paolo (melanconico)

La dottrina dei quattro temperamenti è un modello di personalità derivante dall'antica teoria umorale, che raggruppa le persone in base alla loro natura, suddividendole in quattro temperamenti fondamentali, collerico, flemmatico, sanguigno e melanconico, basati sui tratti complessivi della loro costituzione fisica e mentale, ma anche sugli influssi ricevuti dall'ambiente circostante.

## Caratteristiche

I quattro temperamenti espressi da emoticons che raffigurano (da sinistra verso destra) gli atteggiamenti collerico, melanconico, flemmatico e sanguigno

Mentre si deve a Ippocrate (460–377 a.C.), sulla base di concezioni arcaiche preesistenti, lo sviluppo della teoria dei quattro umori, la cui mescolanza armonica o squilibrata nel corpo umano era in grado di determinare la salute o le malattie, fu il medico Galeno (129–201) a trasformarla in una scienza dei temperamenti umani, attribuendo quest'ultimi alla prevalenza di uno degli umori sugli altri tre. Egli inoltre separò gli elementi primordiali elencati da Aristotele nel De generatione et corruptione (fuoco, aria, acqua, terra) dalle loro qualità intrinseche come il caldo, il secco, il freddo e l'umido, ordinandoli in un sistema matematico in cui ciascun principio poteva essere messo in relazione con i pianeti dell'astrologia.

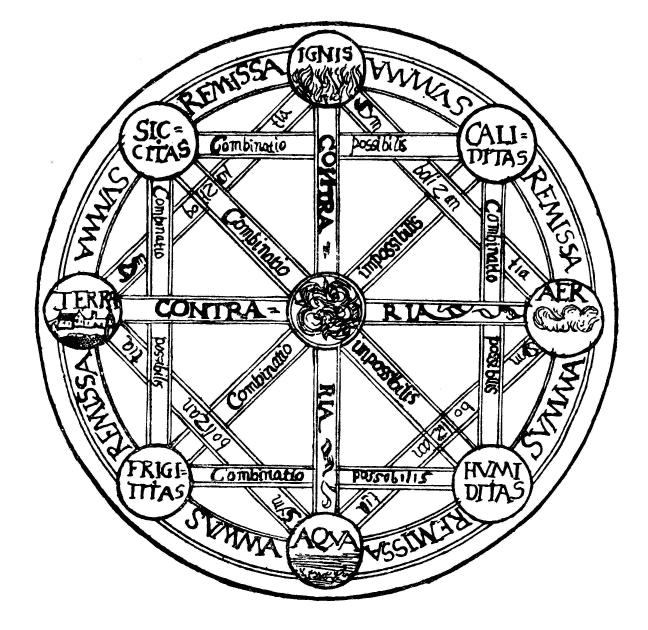
I quattro elementi relazionati alle loro qualità, in un disegno presente nell'Ars combinatoria di Leibniz

Si trattava di una visione olistica comprendente la totalità macrocosmica e quindi anche il microcosmo umano, nel quale la predisposizione all'eccesso di uno dei quattro umori definisce gli aspetti psichici caratteriali e insieme la costituzione fisica, detta complessione.
Passata attraverso il De natura rerum di Isidoro di Siviglia (560–636), la dottrina dei quattro temperamenti fu rielaborata dalla medicina araba, in particolare dal Canone di Avicenna (980–1037), e quindi nel Medioevo da vari autori come la mistica Ildegarda di Bingen (1098–1179), o nell'ambito della filosofia scolastica da Alberto Magno (1206–1280) nel suo De spiritu et respiratione.
La cosmologia medioevale, ripresa da quella antica, vedeva allora nei quattro elementi fuoco, aria, acqua, terra, i costituenti non solo fisici ma anche spirituali dell'universo, disponendoli in maniera antitetica ma complementare alle estremità di una croce. L'Incarnazione di Cristo, cioè la sua discesa nella croce del mondo, era pertanto già di per sé un sacrificio che prefigurava la sua crocifissione fisica sul Golgota con cui riconnetteva insieme gli opposti. Allo stesso modo, i temperamenti corrispondenti agli elementi, collerico, sanguigno, flemmatico e melanconico, rappresentavano quattro qualità contrastanti ma convergenti nel centro della croce: l'allontanamento da quest'ultimo verso uno degli estremi determinava la malattia.
Nel ripristino dell'equilibrio un ruolo importante giocava l'alimentazione, che consentiva la cura somministrando al paziente cibi di qualità antitetica al suo umore prevalente, in grado di ricondurlo verso il centro, secondo l'adagio ippocratico contraria contrariis curantur («i contrari si curano con i contrari»): un eccesso di flegma freddo e umido, ad esempio, andava bilanciato con l'introduzione di alimenti caldi e secchi.
Galeno raccomandava in ogni caso di adottare delle diete personalizzate, che tenessero conto non solo del temperamento prevalente, ma anche dell'età, del sesso, dell'ambiente e dell'attività che si svolgeva. In presenza di un temperamento naturale e non di patologie, era anzi opportuno assecondarne talvolta la natura con pietanze apportatrici della sua medesima qualità, anziché contrastanti.
In generale, nei temperamenti caldi o secchi si vede un'inclinazione a generare malattie acute e infammatorie, in quelli freddi o umidi invece malattie croniche e degenerative. La seguente tabella illustra tali relazioni con le malattie, oltre che con i pianeti, le stagioni, le età della vita e i rispettivi colori:
| Temperamento | Elemento | Qualità         | Umore       | Organo           | Patologie                         | Pianeti            | Età della vita           | Stagione  | Orario      | Colore   |
| ------------ | -------- | --------------- | ----------- | ---------------- | --------------------------------- | ------------------ | ------------------------ | --------- | ----------- | -------- |
| Sanguigno    | Aria     | Calda-Umida     | Sangue      | Cuore            | Malattie del sangue               | Giove e Venere     | Infanzia                 | Primavera | Mattino     | Rosso    |
| Collerico    | Fuoco    | Calda-Asciutta  | Bile gialla | Fegato           | Malattie biliari                  | Marte e Sole       | Adolescenza e giovinezza | Estate    | Mezzogiorno | Giallo   |
| Malinconico  | Terra    | Fredda-Asciutta | Bile nera   | Milza            | Malattie diatesiche e cachessiche | Saturno e Mercurio | Età adulta               | Autunno   | Sera        | Blu-nero |
| Flemmatico   | Acqua    | Fredda-Umida    | Flegma      | Cervello-polmoni | Malattie catarrali                | Luna e Venere      | Vecchiaia                | Inverno   | Notte       | Bianco   |

Tali suddivisioni non sono da intendere in senso rigidamente schematico, poiché ad esempio nel flemmatico possono rientrare anche caratteristiche dell'età infantile, mentre l'ilarità e la spensieratezza del sanguigno possono estendersi a tutta l'adolescenza fino a comprendere la giovinezza. Linneo, tra gli altri, attribuisce il flemmatico all'infanzia, alla gioventù il sanguigno, alla virilità adulta il collerico, e alla vecchiaia il melanconico.
Altre caratteristiche possono ancora venire associate ai quattro temperamenti, come i segni zodiacali, i punti cardinali, le tipologie di mestiere più adatte, o anche il genere sessuale: ad esempio alle donne era attribuito generalmente un carattere più freddo e umido rispetto agli uomini, ritenuti più caldi e secchi, sebbene ogni individualità costituisse sempre un caso a sé.

### Malinconico

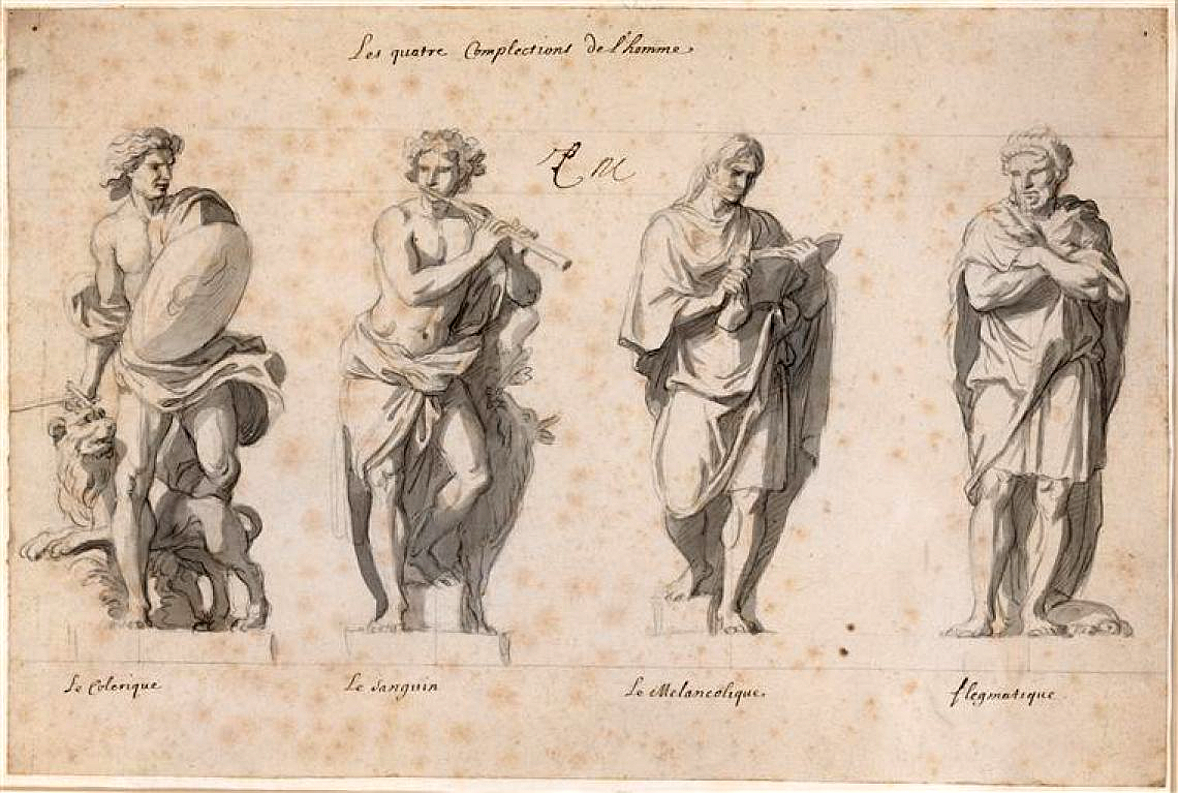
Disegno preparatorio per le statue della Grande Commande di Charles Le Brun, ispirato all'Iconologia di Cesare Ripa, che raffigura da sinistra verso destra: il collerico, il sanguigno, il malinconico, il flemmatico.

La persona dal temperamento malinconico, che presenta un eccesso di bile nera, viene descritto in genere come magro, debole, pallido, avaro, triste. Segni zodiacali tipicamente di terra, quindi di carattere melanconico, sono poi il Toro, la Vergine e il Capricorno.

### Collerico
La persona dal temperamento collerico o bilioso, che presenta un eccesso di bile gialla, viene invece descritto come magro, asciutto, di bel colore, irascibile, permaloso, furbo, generoso e superbo. Segni zodiacali tipicamente di fuoco, quindi di carattere collerico, sono l'Ariete, il Leone e il Sagittario.

### Flemmatico
La persona dal temperamento flemmatico, che presenta un eccesso di flegma, è descritto come beato, lento, pigro, sereno e talentuoso. Segni zodiacali tipicamente d'acqua, quindi di carattere flemmatico, sono il Cancro, lo Scorpione e i Pesci.

### Sanguigno
La persona dal temperamento sanguigno, che presenta un eccesso dell'umore rosso o sangue, viene infine descritto come rubicondo, gioviale, allegro, goloso e dedito a una sessualità giocosa. Segni zodiacali tipicamente d'aria, quindi di carattere sanguigno, sono i Gemelli, la Bilancia e l'Aquario.

## Sviluppi nella psicologia moderna

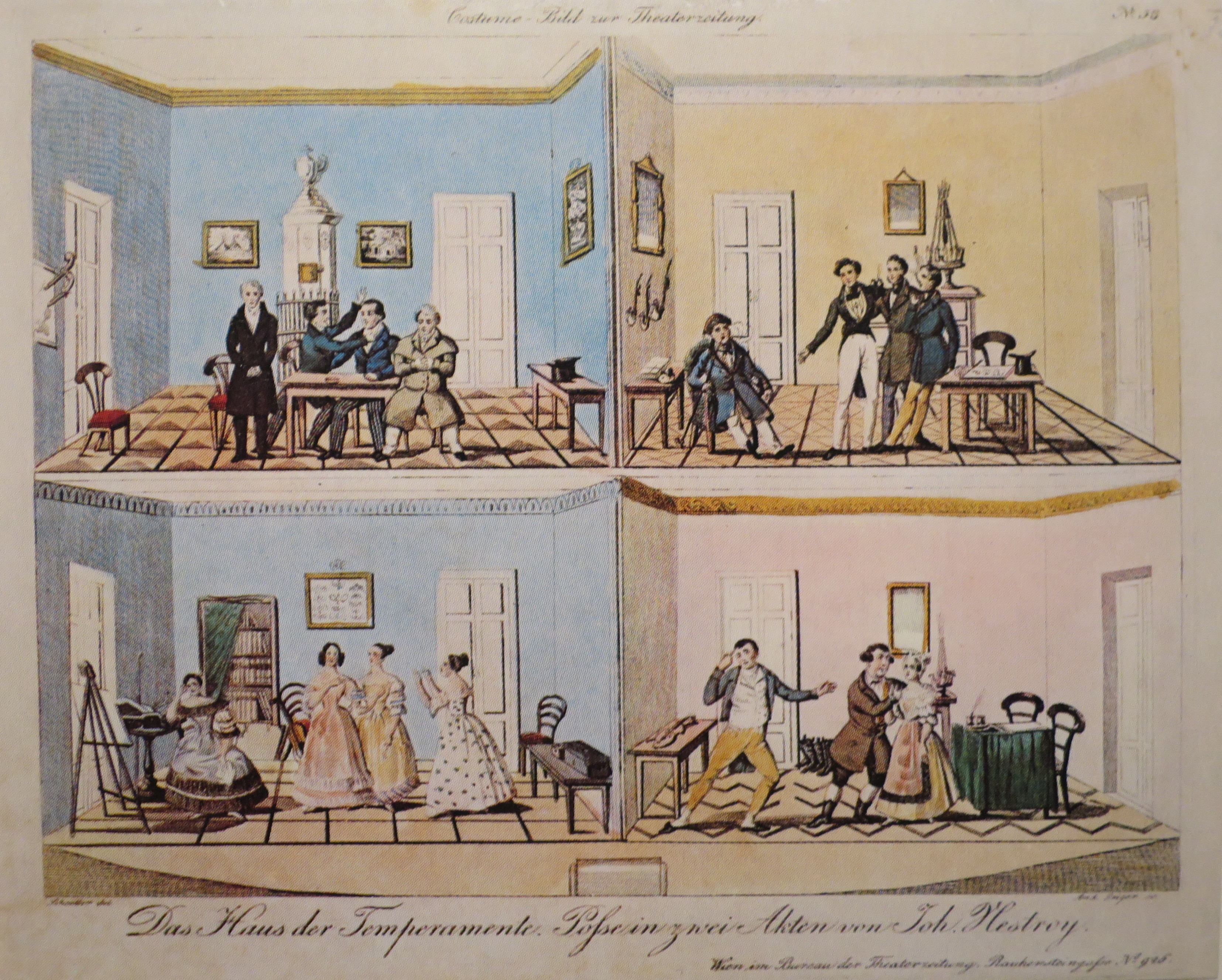
La casa dei temperamenti, incisione di Andreas Geiger (1838), che illustra quattro appartamenti abitati da quattro famiglie, ognuna con un temperamento diverso dall'altra

In età moderna, la teoria dei quattro temperamenti è stata ulteriormente indagata e sviluppata da altri come Nicholas Culpeper (1616–1654), che descrisse il modo in cui le qualità degli umori, attraverso corrispondenze astrologiche, governino l'assetto della salute fisica; quindi da Immanuel Kant (1724-1804), che elaborò una psicologia su basi morali, da Rudolf Steiner (1861-1925), fondatore dell'antroposofia, e con vari adattamenti da Alfred Adler (1879–1937), Carl Jung (1875–1961), Erich Adickes (1866–1925), Paul Carton (1875–1947), Eduard Spranger (1882–1963), Ernst Kretschmer (1888–1964), Erich Fromm (1900–1980), Hans Eysenck (1916–1997), Jerome Kagan (1929).
Eysenck è stato uno dei primi psicologi nel campo della psicometria e dell'analisi fattoriale, cioè nello studio sperimentale dei tratti caratteristici del comportamento individuale, con cui valorizzando l'aspetto della predisposizione biologica ha proposto di individuare i modelli della personalità attraverso l'incrocio di due assi cartesiani indicanti l'uno la tendenza all'introversione o estroversione (E), l'altro a un maggiore o minore nevroticismo (N) o instabilità emotiva. Abbinando le due dimensioni, Eysenck sarebbe approdato a una conferma dei quattro temperamenti dell'antichità.
A Paul Carton si deve la rielaborazione della dottrina dei quattro temperamenti sulla base di studi ed esami grafologici. Rinominando alcuni termini, ad esempio il malinconico come nervoso e il flemmatico come linfatico, egli sintetizzava così i loro tratti fondamentali: «Il bilioso intraprende, decide, trascina, esplora. Il nervoso si agita, cerca, combina, si eccita. Il sanguigno immagina, scopre, si commuove, va in collera. Il linfatico sta fermo, paragona, si adatta, contempla». Ne I segni dell'anima la scrittrice Rosemary Altea espone invece una descrizione dei quattro tipi elementali conforme alle dodici personalità della floriterapia.

### Pedagogia Waldorf
|             | Sensibilità agli stimoli | Affermazione di sé |
| ----------- | ------------------------ | ------------------ |
| Flemmatico  | assente                  | assente            |
| Sanguigno   | presente                 | assente            |
| Malinconico | assente                  | presente           |
| Collerico   | presente                 | presente           |

Nell'ambito della pedagogia Waldorf promossa da Rudolf Steiner, i quattro temperamenti vengono definiti in base alla presenza o all'assenza di due caratteristiche essenziali: una passiva, che consiste nella ricettività agli stimoli esterni, ed una attiva, ossia la forza di auto-affermazione. Entrambe sono presenti nel collerico, mentre mancano nel flemmatico. Il malinconico possiede forza di carattere, ma essendo poco ricettivo verso l'esterno tende a chiudersi in sé stesso. Il sanguigno viceversa si sente molto stimolato dall'ambiente esterno, ma ha scarsa capacità di portare avanti con costanza i propri propositi.
In ogni caso per Steiner, a differenza dei segni zodiacali, i quattro temperamenti non segnano necessariamente in maniera univoca gli individui, che possono riconoscersi anche in più di uno tra essi. Importante è per lui evitare le fissazioni negli aspetti unilaterali della personalità, educando gli scolari a sviluppare armonicamente le doti di tutti i temperamenti, imparando a diventare contemplativi come un flemmatico, attivi come un collerico, pensatori assennati come un malinconico, e amanti della bellezza come un sanguigno.
Un ruolo importante in tal senso svolge l'alimentazione. Steiner consigliava tra le altre cose di mettere vicini i bambini dal temperamento simile, perché in tal modo gli eccessi del carattere, rispecchiandosi in quelli altrui, tendono a mitigarsi.

## Influsso sulle arti
I quattro temperamenti hanno ispirato anche l'arte, dalle rappresentazioni greco-romane con le relazioni coi quattro fiumi dell'Ade (Acheronte, Flegetonte, Stige, Cocito), ai pittori rinascimentali come Zucchi, da Dürer a Ripa ecc., oltre che la musica.

## Influsso sulla letteratura
Luigi Pirandello, nel suo saggio sull'umorismo, per definire i quattro umori (sangue, collera, flemma e malinconia), parte da un vecchio libro di mascalcia, prima di prendere in esame autori quali Brunetto Latini, Cicerone, Plinio o Sant'Agostino, che in un suo sermone «ci fa sapere che i porri accendono la collora, i cavoli generano malinconia». Pirandello continua scrivendo che la parola italiana umore non è la inglese humour e, così come i cavoli di Sant'Agostino «racchiude e contempla le nostre espressioni di bell'umore, buonumore e malumore».
Lo scrittore Ivan Sergeevič Turgenev nel racconto Petouchkoff, attraverso la teoria dei quattro temperamenti disegna la figura si un maggiore dell'esercito russo: «Il suo temperamento presentava tutte le varietà definite dalla scienza. La mattina, prima di bere, era malinconico; nel mezzo della giornata, collerico; e flemmatico verso sera, (...)».